# Indotyphlus
Indotyphlus is een geslacht van wormsalamanders (Gymnophiona) uit de familie Indotyphlidae. De groep werd voor het eerst wetenschappelijk beschreven door Edward Harrison Taylor in 1960.
De groep behoorde eerder tot de familie Caeciliidae. Er zijn 2 soorten die voorkomen in Azië en endemisch zijn in India.

## Soorten
Geslacht Indotyphlus
- Indotyphlus battersbyi
- Indotyphlus maharashtraensis